# U. R. Ananthamurthy
Œuvres principales
- Samskara
- Bharathipura
- Bhava
- Avasthe

Udupi Rajagopalacharya Ananthamurthy (en kannada : ಉಡುಪಿ ರಾಜಗೋಪಾಲಾಚಾರ್ಯ ಅನಂತಮೂರ್ತಿ), né le 21 décembre 1932 à Melige (taluk Tirthahalli), dans le District de Shimoga et mort le 22 août 2014 à Bangalore, est un écrivain contemporain et un critique littéraire indien. Il est le sixième auteur de langue kannada dont l'œuvre a reçu en 1994 le Prix Jnanpith, la plus haute distinction littéraire en Inde. En 1998, le gouvernement indien lui décerne le Padma Bhushan. Il est considéré comme l'une des figures pionnières du mouvement littéraire Navya, apparu en Inde durant les années 1950 comme une forme moderne de la littérature d'expression kannadane. 

## Biographie

### Éducation et enseignement
Son éducation culturelle est double : d'abord en sanskrit dans une école traditionnelle de Doorvasapura, puis en kannada. Diplômé de l'Université de Mysore, il enseigne un temps l'anglais au sein de l'établissement, avant de partir compléter ses études en Angleterre, à Birmingham, où il obtient un doctorat en littérature anglaise en 1966. De retour en Inde, il enseigne l'anglais dans de nombreuses universités au sud du pays.
Il est élu vice-chancelier de l'Université Mahatma Gandhi à Kottayam en 1987 et conserve ce titre jusqu'en 1991. L'année suivante, il est nommé président de la  National Book Trust, puis de la Sahitya Akademi en 1993.

### Œuvre littéraire
Partisan du kannada, langue dans laquelle il écrit, la plupart des œuvres d'Ananthamurthy ont été traduites en plusieurs langues indiennes et européennes et ont été récompensées par de nombreux prix littéraires. Ses principaux ouvrages sont les romans Samskara, Bhava, Bharathi Pura et Avasthe.
Le travail littéraire d'Ananthamurthy se base sur une analyse des transitions économiques et socio-culturelles de l'Inde traditionnelle et du monde moderne. Critique envers la grande industrie et le communautarisme, et favorable aux  classes marginalisées de la société indienne, certaines de ses œuvres sont controversées. Son roman Samskara, qui se pose comme une critique du système de castes et des conventions du brahmanisme, suscite de vives réactions lors de sa parution dans les années 1960. Le roman est adapté au cinéma en 1970.